# Orlovka
L'Orlovka (en russe : Орловка) est une rivière de Russie qui coule dans l'oblast de Tomsk en Sibérie occidentale. C'est un affluent de la Ket, donc un sous-affluent de l'Ob.

## Géographie
L'Orlovka prend sa source dans le nord-est de l'oblast de Tomsk, à la limite avec la région de Krasnoïarsk. Elle coule à travers les territoires de l'oblast de Tomsk, d'abord vers le sud-ouest dans la première moitié de son parcours, puis vers le sud ; elle se jette dans la Ket à 15 kilomètres au nord-est de la petite ville de Klyounkvinka.
La rivière est prise dans les glaces de fin octobre-début novembre jusqu'à fin avril-début mai.

## Hydrométrie - Les débits à Droujny
Le débit de l'Orlovka a été observé pendant 41 ans (durant la période 1956 et 2000) à Droujny, localité située à 29 kilomètres de son confluent avec la Ket, et à une altitude de 84 mètres.
Le débit inter annuel moyen ou module observé à Droujny durant cette période était de 62,9 m3/s pour une surface de drainage prise en compte de 8 740 km2, soit plus de 97 % de la totalité du bassin versant de la rivière.
La lame d'eau écoulée dans son bassin se monte ainsi à 227 millimètres par an, ce qui est assez élevé et correspond aux mesures effectuées sur les cours d'eau de la moitié nord du bassin de l'Ob et donc de la plaine de Sibérie occidentale.
Rivière alimentée en grande partie par la fonte des neiges, mais aussi par les pluies d'été et d'automne, l'Orlovka est un cours d'eau de régime nivo-pluvial.
Les hautes eaux se déroulent aux mois de mai et de juin, ce qui correspond à la débâcle de printemps et à la fonte des neiges. Au mois de juillet, le débit baisse fortement et cette baisse se poursuit quelque peu en août. Par après le débit mensuel se stabilise jusqu'à la fin de l'automne. Puis il baisse à nouveau en novembre, ce qui constitue l'entrée en période des basses eaux. Celle-ci a lieu de décembre à avril inclus et correspond aux gels de l'hiver qui envahissent toute la Sibérie.
Le débit moyen mensuel observé en mars (minimum d'étiage) est de 24,3 m3/s, soit plus de 11 % du débit moyen du mois de mai (217 m3/s), ce qui montre des variations saisonnières d'amplitude assez modérée, du moins dans le contexte sibérien où les écarts sont souvent très importants. Ces écarts de débit mensuel peuvent cependant être plus marqués d'après les années : sur la durée d'observation de 41 ans, le débit mensuel minimal a été de 17,6 m3/s en février 1968, tandis que le débit mensuel maximal s'élevait à 493 m3/s en mai 1990.
En ce qui concerne la période estivale, la plus importante car libre de glaces (de mai à septembre inclus), le débit minimal observé a été de 26,5 m3/s en août 1982, ce qui restait bien confortable.